# Fodgænger
En fodgænger er primært en gående person i trafikken. Hvordan gående personer bevæger sig kaldes for fodgængerdynamik.

## Færdselslovens definition
Ifølge færdselsloven er der dog flere trafikanter der regnes for at være fodgængere; rulleskøjteløbere, kørestolsbrugere, folk på løbehjul og i visse tilfælde personer med handicap på specielle handicapcykler regnes også for at være fodgængere, og skal derfor, som almindeligt gående, færdes efter reglerne for disse.
I visse andre lande er skateboards, løbehjul og rulleskøjter at betragte som køretøjer og færdes derfor efter andre regler end i Danmark.[kilde mangler]

## Færdselsregler
Fodgængere og cyklister kan som de eneste færdes i trafikken uden at have modtaget trafikundervisning, men de har alligevel pligt til at kende de relevante regler i færdselsloven:
| Rødt lys for fodgængere, dette signal betyder at man skal vente på fortovet. Indenfor et overskueligt tidsrum bør signalet skifte til at lyse i den nederste lampe, der er grøn |  | Rødt lys for fodgængere, dette signal betyder at man skal vente på fortovet. Indenfor et overskueligt tidsrum bør signalet skifte til at lyse i den nederste lampe, der er grøn |
| Rødt lys for fodgængere, dette signal betyder at man skal vente på fortovet. Indenfor et overskueligt tidsrum bør signalet skifte til at lyse i den nederste lampe, der er grøn |  | Grønt lys for fodgængere, der betyder at hvis man gerne vil krydse vejen, så bør man gøre det nu                                                                                |

- Fodgængere har mange steder specielle signaler i lyskryds.
- Alle køretøjer har vigepligt når fodgængere vil krydse kørebanen i et fodgængerfelt (dog ikke ved lysregulering).
- Fodgængere skal som de eneste trafikanter benytte venstre side af vejen, hvis der ikke er fortov langs vejen. Det er uden betydning, om den er privat eller offentlig. Dette er for at fodgængere og førere af køretøjer lettere bliver opmærksomme på hinanden.

Visse steder har fodgængere særlige privilegier. Dette gælder blandt andet i gågader, hvor fodgængere kan færdes på hele gadearealet, mens kørsel med cykler og motorkøretøjer er begrænset eller helt forbudt. Ved kørsel på en gågade har den kørende vigepligt overfor fodgængerne.
I beboelseskvarterer ses også legeområder, hvor kørende skal vise hensyn til gående og til legende børn.
I begyndelsen af 1900-tallet var der ikke nævneværdige regler for fodgængere om hvor de skulle placere sig på vejene, men en gammel regel i færdselsloven foreskrev, at den der førte et automobil skulle have en person gående foran og advare fodgængere og heste med et flag. Med den ændrede trafikstruktur i dag har det været nødvendigt i mange situationer at lade bilerne have forrang frem for fodgængerne, men som følge af forurening, støjgener, vibrationer og farlige vejforløb er man mange steder begyndt at afspærre vejstrækninger for køretøjer i forskellige kategorier. Herved ender en del veje som gågader eller som gå- og cykelgader.
- Advarselsskilt i Stuttgart, der gør opmærksom på et fodgængerulykke på stedet i 2006
- Advarselsskilt på arbejdsplads i Sønderjylland

- Se Wiktionarys definition på ordet fodgænger

| Trafik | Spire Denne trafikartikel er en spire som bør udbygges. Du er velkommen til at hjælpe Wikipedia ved at udvide den. |